# Anthracobune
Anthracobune — це вимерлий рід стеблових непарнопалих із середнього еоцену Верхньої Кулданської формації Кохат, Пенджаб, Пакистан.
Завбільшки з малого тапіра, він жив у болотистому середовищі та харчувався м'якими водними рослинами. Це найбільший відомий член родини. Цю групу раніше відносили до хоботних.